# 250e régiment d'infanterie territoriale
Pour les articles homonymes, voir 250e régiment.
Le 250e régiment d'infanterie territorial est un régiment d'infanterie territoriale de l'Armée de terre française qui a participé à la Première Guerre mondiale. Créé en novembre 1915 sous le nom de 346e régiment d'infanterie territoriale, il est dissous en mars 1918.

## Création et différentes dénominations
- 6 novembre 1915 : création du 346e régiment d'infanterie territoriale[1]
- 1er janvier 1916 : devient 250e régiment d'infanterie territoriale, par décision du 9 décembre 1915[1]
- mars 1918 : dissous[1]

## Historique des garnisons, combats et batailles

### Première Guerre mondiale

#### Affectations
Le régiment est rattaché aux unités suivantes :
- 214e brigade (isolée) de novembre 1915 à mars 1916[1]
- 314e brigade de la 133e division d'infanterie de mars à août 1916
- 314e brigade de la 134e division d'infanterie d'août à novembre 1916
- Infanterie divisionnaire de la 134e division d'infanterie de novembre 1916 à mars 1917
- 216e brigade territoriale (isolée) de mars 1917 à mars 1918

## Drapeau
Il porte, cousues en lettres d'or dans ses plis, les inscriptions suivantes :
- Alsace 1914